# Ukash (izsiljevalski virus)
Ukash je izsiljevalski virus, ki okužen računalnik zaklene, od uporabnika pa zahteva plačilo globe. Prepozna se ga po tem, da se na zaslonu prikaže lažno sporočilo z znakom vladne službe ali policije (npr. Ministrstva za notranje zadeve ter grbom Slovenske policije), ki od uporabnika zahteva plačilo globe zaradi nelegalnega prenosa avtorsko zaščitenih vsebin ali zaradi pregledovanja pornografije. Virus Ukash je svoje ime dobil po plačilnem sistemu Ukash, ki se prikaže na zaslonu poleg sporočila in preko katerega žrtev nakaže denar izsiljevalcem.

## Načini okužbe
Do okužbe z virusom Ukash lahko pride na več načinov:
- Največkrat se sistem okuži med pregledovanjem spletnih strani, ki vsebujejo zlonamerno kodo, katera nato izkoristi varnostno luknjo v brskalniku. V Sloveniji je prišlo v večini primerov do okužb zaradi izkoriščanja starih verzij programskega paketa Java.[3]
- Sistem se lahko okuži tudi z nameščanjem nepreverjenih programov, ki vsebujejo virus.[2]
- Velikokrat pa se lahko okužimo tudi preko pojavnih oken, ki vsebujejo raznorazna oglasna sporočila. Ta običajno od nas tudi pričakujejo klik na kakšen gumb. Niti ni pomembno na kateri gumb kliknemo, virus Ukash se bo začel samodejno prenašati na naš računalnik, brez naše vednosti.[2]

## Način delovanja
Po namestitvi virus prek registra Windows poskrbi, da se izsiljevalski program zažene takoj ob naslednji prijavi. Poleg tega tudi preveri IP uporabnika, katerega nato tudi izpiše na zaslonu. Na podlagi lokacije IP-ja priloži ustrezno jezikovno različico sporočila, ki je prilagojena državi, iz katere prihaja uporabnik. Aktivira tudi kamero in prikaže posnetek žrtvinega obraza na zaslonu.
Po uspešni namestitvi virusa se torej računalnik zaklene in nam onemogoči dostop do protivirusnih programov, s katerimi bi lahko odstranili sam virus. Da bi lahko odklenili računalnik potrebujemo geslo, ki ga lahko pridobimo tako, da nakažemo denar, običajno v višini 100 €.

## Odstranitev okužbe
Gre za zlonamerni program, ki ga je potrebno odstraniti v celoti, da preprečimo njegove napade v prihodnosti. Odstranitev je sorazmerno enostavna, saj ne zašifrira datotek, kot to na primer naredi CryptoLocker. Odstranimo ga lahko s pomočjo programa Microsoft Windows Defender Offline, ki ga s pomočjo neokuženega računalnika namestimo na USB ali CD in nato zaženemo na okuženem računalniku. Ta pregleda celoten disk in odstrani okužbo. Lahko pa virus odstranimo tudi ročno v varnem načinu z ukazno vrstico. S pomočjo ustreznih ukazov je mogoče zelo preprosto odstraniti virus.

## Žrtve in storilci
Ukash virus se je širil po Združenih državah Amerike in Evrope. Leta 2012 se je pojavil tudi v Sloveniji, o čemer se je tudi zelo veliko pisalo v medijih. Virus je imel več različic, ki so bile krajevno prilagojene. Tako je imel virus v Sloveniji v svojem sporočilu celo navedene člene slovenskega Kazenskega zakonika, ki so še dodatno zastrašili uporabnike, so se pa nekateri zato obrnili na policijo.
Mednarodno mrežo spletnih kriminalcev, ki naj bi se okoristila za vsaj milijon evrov, so februarja 2013 razbili španski policisti. Mreža je štela enajst ljudi. Vodja je bil 27-letni Rus, ki so ga aretirali v Dubaju, kjer je počitnikoval. Nato so sledile še aretacije ostalih članov, med katerimi je bilo šest Rusov, dva Ukrajinca in dva Gruzijca. Virus je razvil sam vodja, ostali pa so bili zadolženi za pranje denarja.

## Zaščita
Za ustrezno zaščito pred virusi se svetuje redno posodabljanje operacijskega sistema, programov, brskalnika in njegovih vtičnikov. Potreben je tudi aktiviran požarni zid. Namešča in uporablja pa naj se le programska oprema znanega izvora. Priporočljiva je tudi uporaba protivirusnih programov, ki jih je tudi potrebno posodabljati. Redno pa naj se izvajajo tudi varnostne kopije sistema.

## Zanimivost
Leta 2013 se je 21-letni Jay Matthew Riley, potem ko je staknil Ukash virus, predal policiji in priznal, da je na svoj računalnik nalagal otoško pornografijo. Na policijo je prišel kar z računalnikom in policistom razložil, da se je sporočilo pojavilo medtem, ko je gledal otroško pornografijo. Sporočilo mu je naročalo, naj plača globo, v nasprotnem primeru se bo sprožil kazenski pregon zoper njega. Iz strahu, je ta res odšel na policijo in povprašal, ali je zoper njega res vložena kakšna obtožnica. Ko so policisti pregledali njegov računalnik, so odkrili neprimerna sporočila in fotografije deklic.